# Димитра (дем Дескати)
Димитра или Арап (на гръцки: Δήμητρα, до 1961 година: Αράπης, Арапис) е село в Република Гърция, в дем Дескати на област Западна Македония. Димитра има население от 712 души (2001 г.).

## География
Селото е разположено на 440 m надморска височина на около 30 km югоизточно от град Гревена, на 3 km от десния (южен) бряг на река Бистрица (Алиакмонас).

## История

### В Османската империя
В края на XIX век Арап е гръцки християнски чифлик на турски бейове в югоизточната част на Гревенската каза на Османската империя. Според статистиката на Васил Кънчов през 1900 година в Арапъ живеят 130 гърци.
На Етнографската карта на Битолския вилает на Картографския институт в София от 1901 година Араб е чисто гръцко село в Гревенската каза на Серфидженския санджак с 23 къщи.
Според статистика на Серфидженския санджак на гръцкото консулство в Еласона от 1904 година в Арапи (Αράπη), Гревенска каза, живеят 120 гърци елинофони християни.

### В Гърция
През Балканската война в 1912 година в селото влизат гръцки части и след Междусъюзническата в 1913 година Арап влиза в състава на Кралство Гърция. В 1924 година при обмена на население между Турция и Гърция в селото са заселени 32 семейства или 140 души бежанци от Мала Азия и Понт. В 30-те години са настанени още бежанци.
Населението намалява заради последиците от Втората световна и Гражданската война.
През 1961 година името на селището е сменено на Димитра.
Селото има богато землище и произвежда жито и тютюн. Населението се занимава и със скотовъдство.
| Година    | 1913 | 1920 | 1928 | 1940 | 1951 | 1961 | 1971 | 1981 | 1991 | 2001 | 2011 | 2021 |
| --------- | ---- | ---- | ---- | ---- | ---- | ---- | ---- | ---- | ---- | ---- | ---- | ---- |
| Население | 151  | 159  | 284  | 742  | 454  | 645  | 574  | 506  | 548  | 712  | 357  | 306  |

## Забележителности
Основната църква е „Свети Георги“, на чийто храмов празник се провежда селският събор. На Голяма Богородица (15 август) в селото има трационно хоро и други празненства. В края на август и началото на септември силогосът на селото организира поредица културни прояви.